# Agrochola albimacula
Agrochola albimacula là một loài bướm đêm trong họ Noctuidae.